# 육군예비군항공사령부
육군예비군항공사령부(Army Reserve Aviation Command (ARAC))는 켄터키주 포트 녹스에 있는 미국 육군 예비군 항공분과 사령부이다. 2016년 9월 16일 창설되었다.

## 부대

소속부대의 SSI
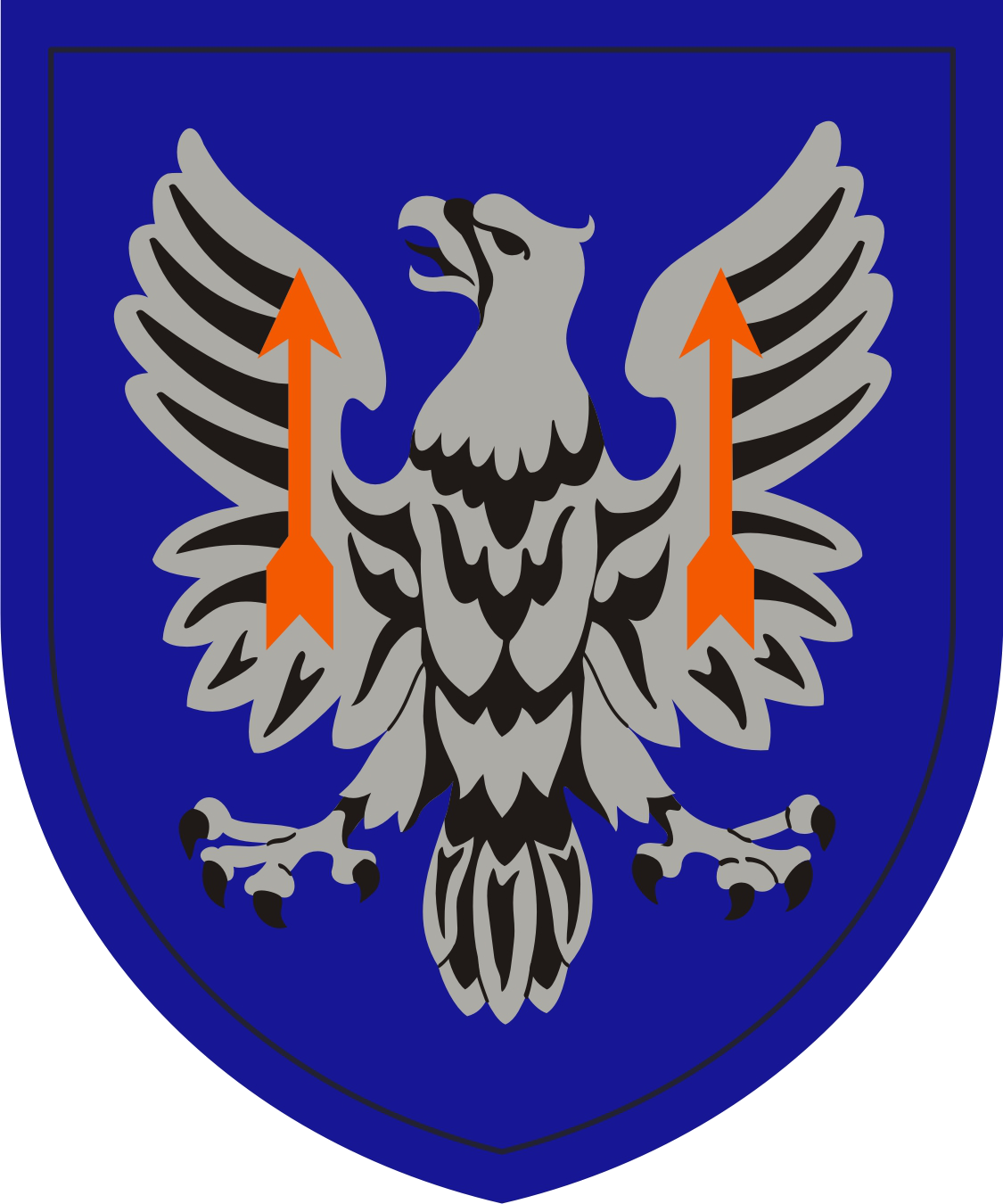
제11원정항공전투여단 (11th ECAB)
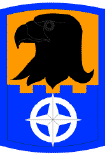
제224원정항공전투여단 (224th ECAB)
제77전투항공여단 (전구급)

- 제11원정항공여단 - 콜로라도주 포트 카슨
- 제77전투항공여단 - 아칸소주 로빈슨 기동훈련소
- 제244원정항공여단 - 뉴저지주 포트 딕스
- ARAC 항공지원시설 (ASF)

## 인용
1. 1 2  “Army Reserve Aviation Command”. 《The Institute of Heraldry》 (미국 영어). 2025년 5월 6일에 확인함.